# Daniel White
Pour l'acteur américain, voir Dan White (acteur).
Daniel White est un compositeur français né le 22 mai 1912 à Malakoff et mort le 25 mai 1997 à Conches-en-Ouche.

## Biographie
Daniel White est né à Malakoff, en banlieue parisienne. Ses ancêtres étaient écossais, et il a grandi dans le Yorkshire de l'Ouest. Sa famille s'installe à Paris alors qu'il est encore jeune, et il devait initialement entrer dans l'entreprise familiale, dans le secteur du textile. Après la faillite de l'entreprise, White décide de poursuivre son désir initial de faire de la musique.
Pendant la Seconde Guerre mondiale, il a travaillé comme interprète dans l'armée britannique et a été grièvement blessé lors de l'évacuation de Dunkerque. Après la guerre, il joue du piano dans les discothèques et les cabarets. Il compose la bande-son de son premier film en 1947. Il a ensuite écrit des jingles pour de nombreuses publicités télévisées des années 1950, montrées à la télévision britannique.
White a composé les bandes-son de nombreux films réalisés par Jesús Franco, prolifique auteur de séries B. Il a commencé par Le Sadique (1962). Il a en outre fait la musique des films réalisées par Pierre Chevalier, León Klimovsky et Lucien Hustaix. Par ailleurs, Daniel White a enregistré un nombre important d'albums sous de nombreux pseudonymes, comprennent des albums pour Comedy Records sous le nom d'« Émile Doryphore » et des disques de rock comme « Guy Forlane ».
Musicien extrêmement prolifique, Daniel White était connu pour sa capacité à enregistrer 12 pistes pour un album, en une seule journée. Ses compositeurs préférés étaient Debussy et Ravel. Daniel White a été particulièrement intéressé par la composition pour la voix humaine. Outre la composition de bandes-son pour Jesús Franco, White a également joué dans une poignée de films de ce dernier, souvent dans des rôles d'inspecteur de police, et a été assistant de production sur quelques films du même réalisateur, au début des années 1970.
Daniel White est mort à 85 ans, le 25 mai 1997 à Conches-en-Ouche. Sa tombe est visible dans la commune du Fresne (Eure).

## Filmographie
- 1950 : Adémaï au poteau-frontière
- 1951 : Descendez, on vous demande
- 1952 : Alpages, court métrage documentaire
- 1953 : Au diable la vertu
- 1953 : Légère et court vêtue
- 1953 : Le Sorcier blanc (La Jungle en folie) de Claude Lalande
- 1954 : Minuit... Champs-Élysées de Roger Blanc
- 1954 : Soirs de Paris
- 1954 : Tout chante autour de moi
- 1955 : Les pépées font la loi
- 1955 : Tant qu'il y aura des femmes d'Edmond T. Gréville
- 1955 : Une fille épatante
- 1956 : Les indiscrètes
- 1956 : Je plaide non coupable (version française)
- 1956 : The Wedding in Monaco (en), court métrage documentaire
- 1956 : Les Pépées au service secret
- 1956 : Les carottes sont cuites
- 1957 : Ce sacré Amédée
- 1957 : Patrouille de choc de Claude Bernard-Aubert
- 1957 : L'Aventurière des Champs-Élysées de Roger Blanc
- 1957 : Quelle sacrée soirée
- 1957 : La Rivière des 3 jonques d'André Pergament
- 1957 : Paris clandestin
- 1958 : Carrousel boréal, court métrage documentaire
- 1958 : Les Aventuriers du Mékong
- 1958 : Quand sonnera midi
- 1958 : Miss Pigalle
- 1959 : Heures chaudes
- 1959 : Sursis pour un vivant
- 1959 : Tentations
- 1960 : Tête folle
- 1961 : Dix du Texas (sous le nom de Daniel J. White)
- 1961 : Le Bourreau attendra
- 1961 : Jugez-les bien
- 1962 : Le Sadique Baron Von Klaus (sous le nom de Daniel J. White)
- 1962 : La planque
- 1963 : Hold-up à Saint-Trop' de Louis Félix
- 1963 : Chasse à la Mafia (sous le nom de Daniel J. White)
- 1963 : Le Jaguar (sous le nom de Daniel J. White)
- 1964 : Los siete bravísimos (sous le nom de Daniel J. White)
- 1964 : La Charge des tuniques rouges (La carga de la policía montada) de Ramón Torrado
- 1964 : Les Maîtresses du docteur Jekyll (El secreto del Dr. Orloff)
- 1964 : Los palomos (sous le nom de Daniel J. White)
- 1964 : Records et vacances, court métrage documentaire
- 1964 : Billy le Kid (Fuera de la ley) (sous le nom de Daniel J. White)
- 1964 : La tumba del pistolero (de)
- 1965 : La Rencontre
- 1965 : La Preuve
- 1965 : La Piste du grand défilé
- 1965 : La Patrouille de douane
- 1965 : La Battue
- 1965 : Belle et Sébastien, série télévisée
- 1965 : El Mundo Sigue (sous le nom de Daniel J. White)
- 1965 : intrigue à Lisbonne
- 1965 : Médard et Barnabé, série télévisée
- 1966 : Le Diabolique docteur Z (sous le nom de Daniel J. White)
- 1966 : Amador
- 1967 : La niña del patio
- 1967 : Pop Game
- 1968 : Sébastien parmi les hommes
- 1968 : Huyendo de sí mismo
- 1968 : Le Sang de Fu Manchu
- 1969 : Santo frente a la muerte
- 1969 : The Girl from Rio
- 1969 : Ciné-Girl de Francis Leroi
- 1970 : Sébastien et la Mary-Morgane
- 1970 : Marchands de femmes (sous le nom de Daniel J. White)
- 1970 : Santo contra los asesinos de la mafia
- 1970 : Cuadrilátero
- 1972 : 3 filles nues dans l'île de Robinson
- 1972 : Les Vierges et l'amour
- 1972 : Dracula, prisonnier de Frankenstein (Drácula contra el Dr Frankenstein) de Jesús Franco
- 1972 : Quartier de femmes (Los amantes de la isla del diablo) de Jesús Franco
- 1972 : Les Désaxées
- 1972 : La Fille de Dracula
- 1973 : La saga de los Drácula (sous le nom de Daniel J. White)
- 1973 : Tendre et perverse Emanuelle
- 1973 : Pigalle carrefour des illusions
- 1973 : Les Expériences érotiques de Frankenstein (La maldición de Frankenstein) de Jesús Franco
- 1974 : Les Avaleuses
- 1974 : Exorcisme
- 1974 : Le Tango de la perversion
- 1974 : La Maison des filles perdues
- 1975 : Start, court métrage
- 1975 : Les Orgies du Golden Saloon
- 1975 : Les Nuits brûlantes de Linda
- 1975 : Des diamants pour l'enfer
- 1976 : Midnight Party
- 1976 : Frauengefängnis (sous le nom de Daniel J. White)
- 1976 : Une cage dorée
- 1976 : La Partouze de minuit
- 1976 : L'Homme à la tête coupée
- 1977 : Helga, la louve de Stilberg
- 1977 : Kiss Me Killer
- 1977 : Train spécial pour Hitler
- 1977 : Elsa Fräulein SS
- 1978 : Nathalie dans l'enfer nazi
- 1978 : Convoi de filles
- 1978 : Cocktail spécial
- 1978 : La Grande Sauterie
- 1978 : Annonces spéciales pour couples vicieux
- 1978 : Nathalie rescapée de l'enfer
- 1979 : Elles font tout (comme Pablo Villa)
- 1979 : Je brûle de partout
- 1979 : Les Gardiennes du pénitencier
- 1979 : Barmaids à jouir
- 1979 : La Suceuse (uncredited)
- 1980 : Deux espionnes avec un petit slip à fleurs
- 1980 : Eugénie (Historia de una perversión) (comme Pablo Villa)
- 1980 : Pensionnaires très spéciales (comme Michel Bron)
- 1981 : La Maison Tellier
- 1981 : L'Abîme des morts vivants
- 1981 : El sexo está loco
- 1981 : L'Oasis des filles perdues
- 1981 : Le Lac des morts vivants
- 1981 : Pucelles en chaleur (comme Marcel Biron)
- 1982 : Cecilia (sous le nom de Daniel J. White)
- 1982 : Les Petites Sauvages (sous le nom de Daniel J. White)
- 1982 : La chute de la maison Usher
- 1982 : Las orgías inconfesables de Emmanuelle (comme Pablo Villa)
- 1982 : L'Amour aux sports d'hiver
- 1983 : Les Diamants du Kilimanjaro
- 1983 : La casa de las mujeres perdidas (comme Pablo Villa)
- 1983 : Gemidos de placer (comme Pablo Villa)
- 1984 : Camino solitario (comme Pablo Villa)
- 1984 : Lilian (la virgen pervertida) (comme Pablo Villa)
- 1985 : El hombre que mató a Mengele (sous le nom de Daniel J. White)
- 1985 : Cameroon Connection
- 1986 : Las tribulaciones de un Buda Bizco (sous le nom de Daniel J. White)
- 1986 : Sida, la peste del siglo XX
- 1986 : Orgasmo perverso (comme Pablo Villa)
- 1987 : Esclavas del crimen
- 1987 : Fellations sauvages
- 1987 : Falo Crest
- 1988 : Dark Mission : Les Fleurs du mal (sous le nom de Daniel J. White)
- 1989 : La Chute des aigles (sous le nom de Daniel J. White)
- 1992 : Don Quichotte
- 1994 : Ciudad Baja (Downtown Heat) (sous le nom de Daniel J. White)
- 1996 : Killer Barbys (sous le nom de Daniel J. White)
- 1997 : Tender Flesh (sous le nom de Daniel J. White)
- 1999 : Vampire Blues (video)
- 2000 : Helter Skelter (sous le nom de Daniel J. White)
- 2000 : Blind Target (sous le nom de Daniel J. White)
- 2002 : Incubus (sous le nom de Daniel J. White)
- 2002 : Killer Barbys vs. Dracula (it)
- 2005 : Flores de la pasión (sous le nom de Daniel J. White)